# Can Pla (Caldes de Malavella)
Can Pla és una masia situada al Veïnat de Dalt de Caldes de Malavella (Selva), molt a prop de Ca l'Orri i Can Xiberta. És una obra inclosa en l'Inventari del Patrimoni Arquitectònic de Catalunya.

## Descripció
Té dues plantes i està coberta per un teulat a dues aigües. L'edifici va patir diverses reformes entre finals del segle xix i principis del XX, i només es conserva de la seva època originària una porta amb grans dovelles i de mig punt. A la façana principal hi ha un total de vuit finestres, les centrals més grans que les laterals, i l'únic destacable és que totes tenen un senzill guardapols.